# Lac Tchebarkoul
Pour l’article homonyme, voir Tchebarkoul.
Le lac Tchebarkoul (en russe : озеро Чебаркуль) est un lac de Russie situé dans l'oblast de Tcheliabinsk.

## Étymologie
Le nom « Tchebarkoul » est d’origine turque (tatare ou bachkire) et signifie « beau lac ».

## Géographie
Le lac Tchebarkoul est situé en Russie, dans les contreforts orientaux du sud de l'Oural. Son émissaire est la rivière Koelga. La ville de Tchebarkoul se trouve sur son rivage nord-est. Ses côtes découpées forment de nombreux petits caps, une péninsule et sept petites îles.

## Météorite de 2013

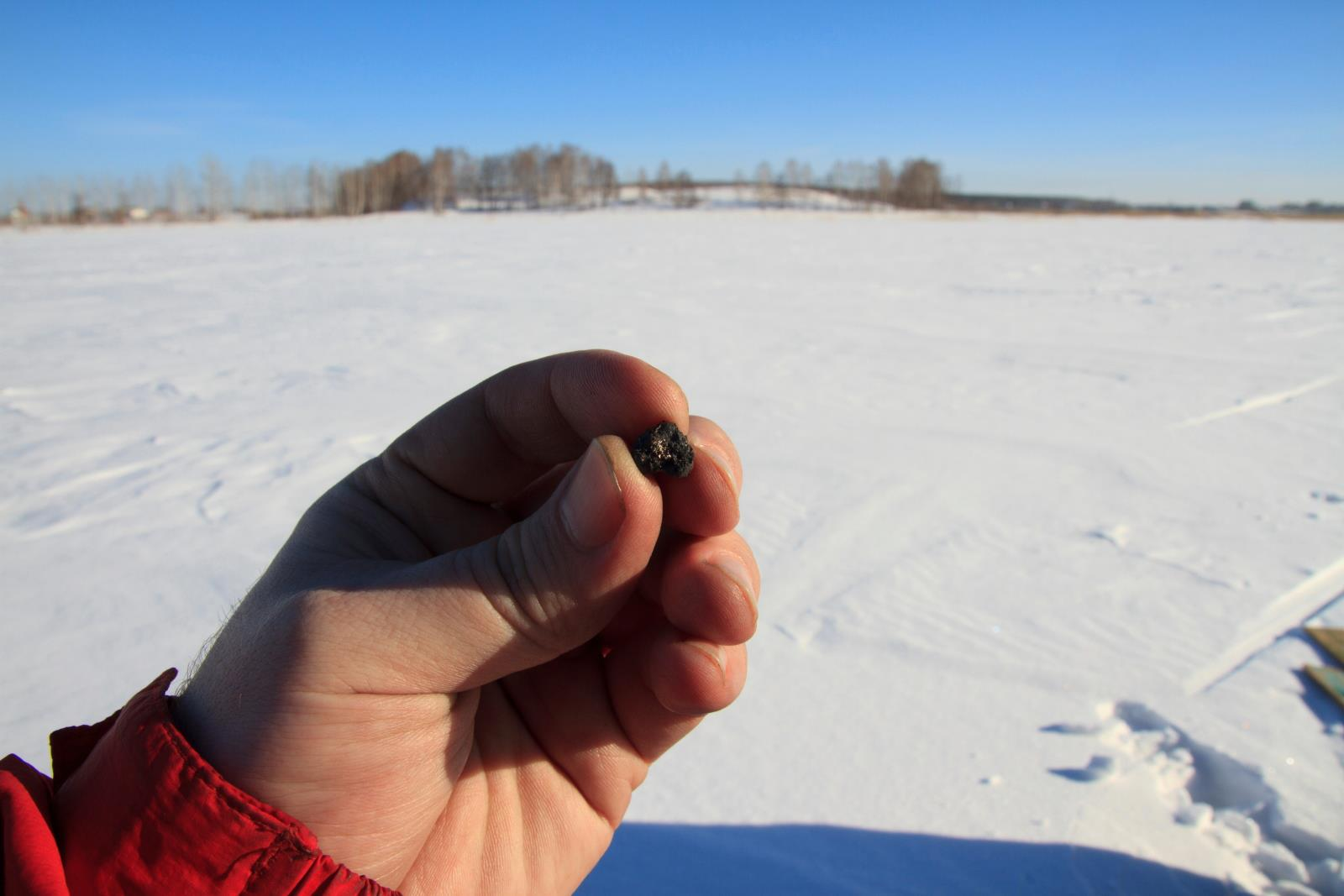
Fragment de la météorite de Tcheliabinsk retrouvé au lac Tchebarkoul.

Le 18 février 2013, une cinquantaine de fragments de la météorite de Tcheliabinsk qui s'est écrasée sur la Terre le 15 février et dont l'onde de choc atmosphérique percutant les bâtiments, notamment les surfaces vitrées, a provoqué des dégâts et des blessés notamment dans la ville de Tcheliabinsk, sont retrouvés non loin du lac. Un des fragments a fait un trou circulaire d'environ huit mètres de diamètre dans la banquise du lac et a été retrouvé six mois plus tard (enfoncé à huit mètres dans la vase sous vingt mètres d'eau) : il pèse 570 kg et est sans doute l'un des plus gros fragments de cette météorite.